# Minuartia adenotricha
Minuartia adenotricha är en nejlikväxtart som beskrevs av Siskin. Minuartia adenotricha ingår i släktet nörlar, och familjen nejlikväxter. Inga underarter finns listade i Catalogue of Life.